# Księga umarłych

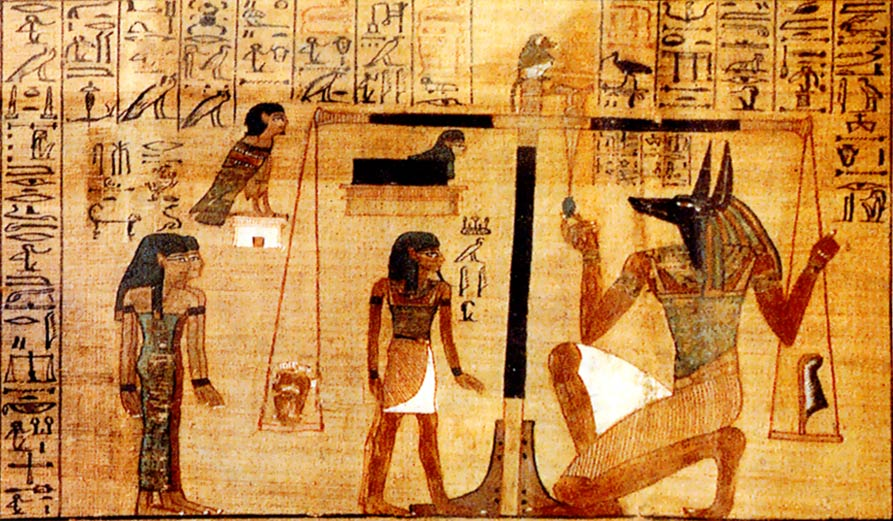
Fragment Księgi umarłych

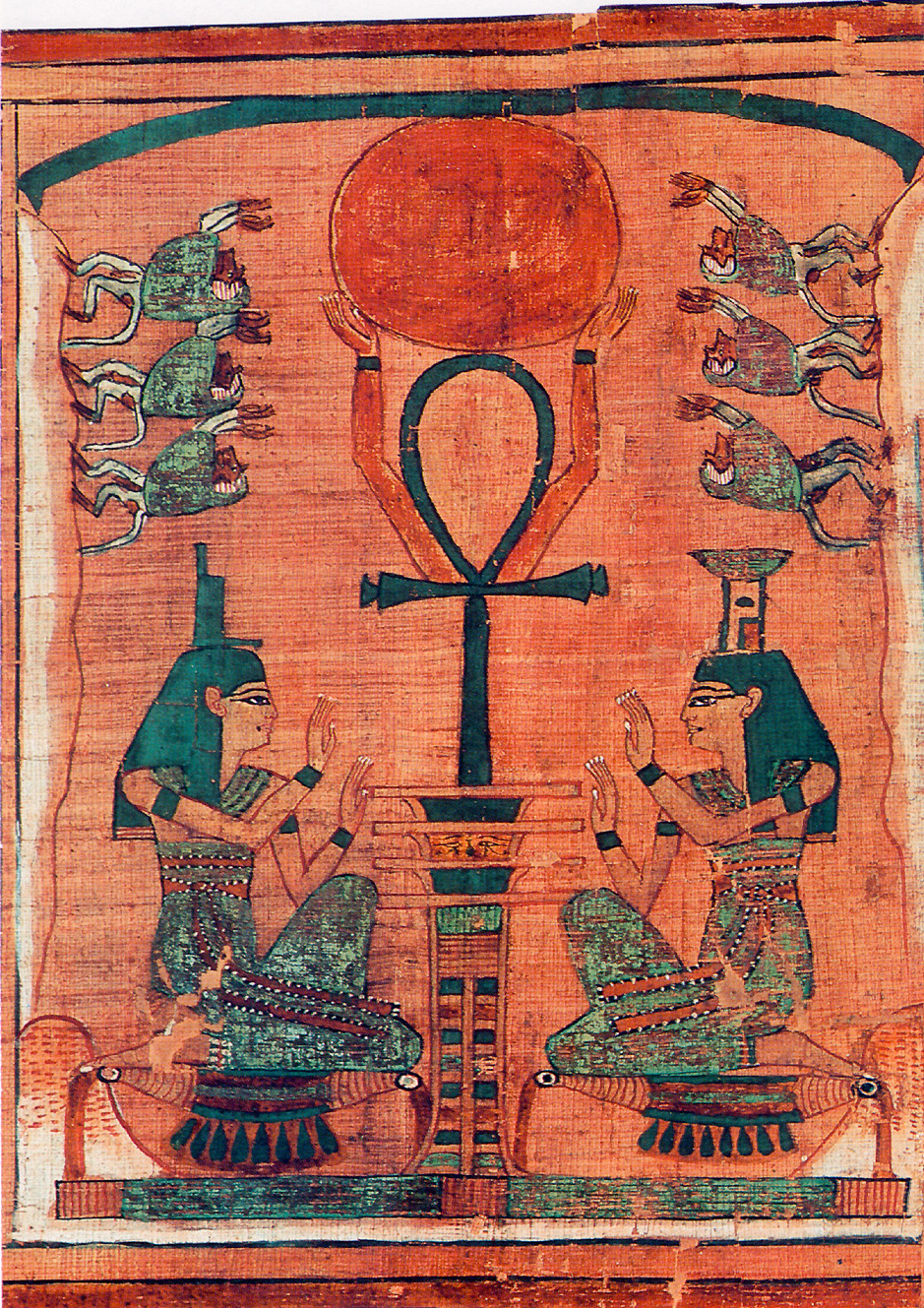
Ilustracja z Księgi umarłych

Księga umarłych – staroegipski zbiór prawie dwustu rozdziałów obejmujących magiczne teksty, rysunki i pieśni, mających ułatwić zmarłemu przejście do raju. Była zapisywana na zwojach papirusu i stanowiła ewolucję wcześniejszych Tekstów Piramid i Tekstów Sarkofagów. Stanowiła najpopularniejszy rodzaj książki w ówczesnym okresie – w Nowym Państwie każdy, kto był w stanie zapłacić pisarzowi za przepisanie księgi, mógł ją otrzymać. Pisano ją też masowo, zostawiając wolne miejsce na wpisanie imienia, co pozwalało dopasowywać każdorazowo księgę do osoby zmarłego.

## Historia
Księgi umarłych pojawiły się za czasów XVIII dynastii na przełomie XVI i XV w. p.n.e. Początkowo zawierały głównie tekst, stopniowo jednak przybywało coraz więcej ilustracji, co spowodowało, że w okresie XXI dynastii obok tradycyjnych papirusów z tekstem pojawiła się nowa wersja Księgi umarłych, niemal zupełnie pozbawiona tekstu i składająca się z samych winiet. Egiptolodzy nazwali je papirusami „mitologicznymi”. Również w czasach XXI dynastii sarkofagi, dotychczas ozdobione niezależną dekoracją, zaczęto pokrywać ilustracjami i tekstami z Księgi umarłych. Zmarłego chowano wówczas w bogato zdobionych sarkofagach, do których wkładano dwie rolki papirusu – jedną z Księgą umarłych, drugą z tekstem naśladującym królewską Księgę Amduat. Ozdabianie sarkofagów i zapisywanie tekstów na papirusie, a nie jak dotychczas na ścianach grobowca, mogło się wiązać z nie najlepszą sytuacją ekonomiczną w okresie XXI dynastii, co dotykało także egipską elitę, nie pozwalając na kontynuowanie kosztownych tradycji. Zmieniło się to w czasach panowania XXV i XXVI dynastii, kiedy to bogate grobowce dostojników w Tebach i Memfis były zaopatrywane w reliefy, malowidła i inskrypcje pochodzące ze wszystkich dotychczasowych dzieł literatury religijnej od Tekstów Piramid począwszy, a na Księdze umarłych skończywszy.
Fakt istnienia tych ksiąg w gotowej formie, w której pozostawiono tylko miejsce na wpisanie imienia zmarłego, jest dowodem na to, iż w starożytnym Egipcie istniał handel księgarski.

## Treść
Treścią jej były teksty święte i modlitwy wzbogacone bogatymi ilustracjami. Księga umarłych miała stanowić pomoc w wędrówce po królestwie cieni, przynosiła więc informacje o bogach i demonach, zawierała fragmenty traktatów teologicznych, które wnikały w istotę bóstw, podawały ich imiona (znajomość imienia demona była niezbędna do pokonania go lub obłaskawienia) i opisywały kształty, również poprzez ilustracje. Zawierała  opis drogi, jaka czeka na zmarłego w jego podróży do raju (Pola Jaru), oraz wskazówki, pozwalające uniknąć niebezpieczeństw czekających na zmarłego w zaświatach.
Do tego dołączone były zaklęcia. Jedne rozdziały zawierały zaklęcia pozwalające zjednoczyć się z Wielkim Bogiem w różnych jego formach, inne zapewniały pomyślne przebycie pełnej niebezpieczeństw drogi do raju, jeszcze inne towarzyszyły wizerunkom amuletów ochronnych, których materialne odpowiedniki noszono za życia i wkładano zmarłemu do grobu. Niektóre rozdziały były zakończone tzw. rubrykami, czyli instrukcjami sposobu wypowiadania zaklęć. W Księdze umarłych znajdowały się nawet szczegóły topografii zaświatów, aby zmarły nie zgubił drogi.
Księga rozpoczyna się słowami:
Rzeka płynie na północ, wiatr dmie na południe.
Każdy człowiek ma swoją godzinę.
Dzięki znajomości licznych i skomplikowanych zaklęć oraz magicznych tekstów, zmarły staje wreszcie przed obliczem najwyższych bogów Górnego i Dolnego Egiptu i wypowiada jeden z najbardziej ekspansywnych tekstów, zwany umownie „spowiedzią negatywną”:
Nie grzeszyłem przeciw ludziom, nie szkodziłem poddanym, nie czyniłem nieprawości w miejscu prawdy, nie znałem zła, nie popełniałem grzechów. Nigdy nie starałem się być pierwszym ani też, by dzieła rąk poddanych moich dawano mi wobec innych ludzi, nie stałem się przyczyną nędzy biedaków, nie robiłem tego co jest wstrętne bogom. Nie oczerniałem sługi wobec przełożonego jego, nie stałem się przyczyną głodu, nie stałem się przyczyną płaczu, nie zabijałem sam ani nie kazałem zabijać, nie zadawałem cierpienia nikomu. Nie pomniejszałem ofiar w świątyniach, nie umniejszałem chlebów bożych, nie zabierałem placków duszom zmarłych. Nie oddawałem się rozpuście ani samogwałtowi...
Zobacz też 42 zaprzeczenia bogini Maat.

## Pochodzenie nazwy
Nazwa Księga umarłych została wprowadzona przez niemieckiego archeologa Karla Richarda Lepsiusa, który jako pierwszy opublikował wybrane teksty z Księgi umarłych w 1842 r. Starożytni Egipcjanie określali ją mianem Księga wyjścia w ciągu dnia.

## Współczesność
Egzemplarze Księgi umarłych znajdują się obecnie w wielu muzeach na świecie. Przeważająca ich liczba została odkryta w I połowie XIX wieku przez przypadkowych poszukiwaczy, których nie interesowało, skąd pochodziły, w związku z czym okoliczności, w jakich zostały odkryte, w  większości przypadków nie znamy.

## Polski przekład
Tekst Księgi umarłych ze wstępem i opracowaniem zamieścił Mirosław Barwik w swej książce pt. Księga wychodzenia za dnia. Tajemnice egipskiej Księgi umarłych, PIW, Warszawa 2009.